# Korobejniki
Korobejniki (ryska: Коробе́йники Korobéjniki) är en rysk sång baserad på en dikt med samma namn skriven 1861 av Nikolaj Nekrasov. Korobejniki betyder ’(de) handelsresande’.
Liksom Kalinka har Korobejniki fått oegentlig status som rysk folkvisa och blivit mycket populär. Sången blev dessutom världskänd när Nintendo gav ut tv-spelet Tetris för Game Boy, där melodin var en av tre bakgrundslåtar, och har utanför Ryssland kommit att bli starkt associerad med tv-spel. Korobejniki har dessutom släppts i flera moderna coverversioner, ofta med koppling till Tetris-spelet snarare än till Nekrasovs dikt.